# Rispen-Hortensie

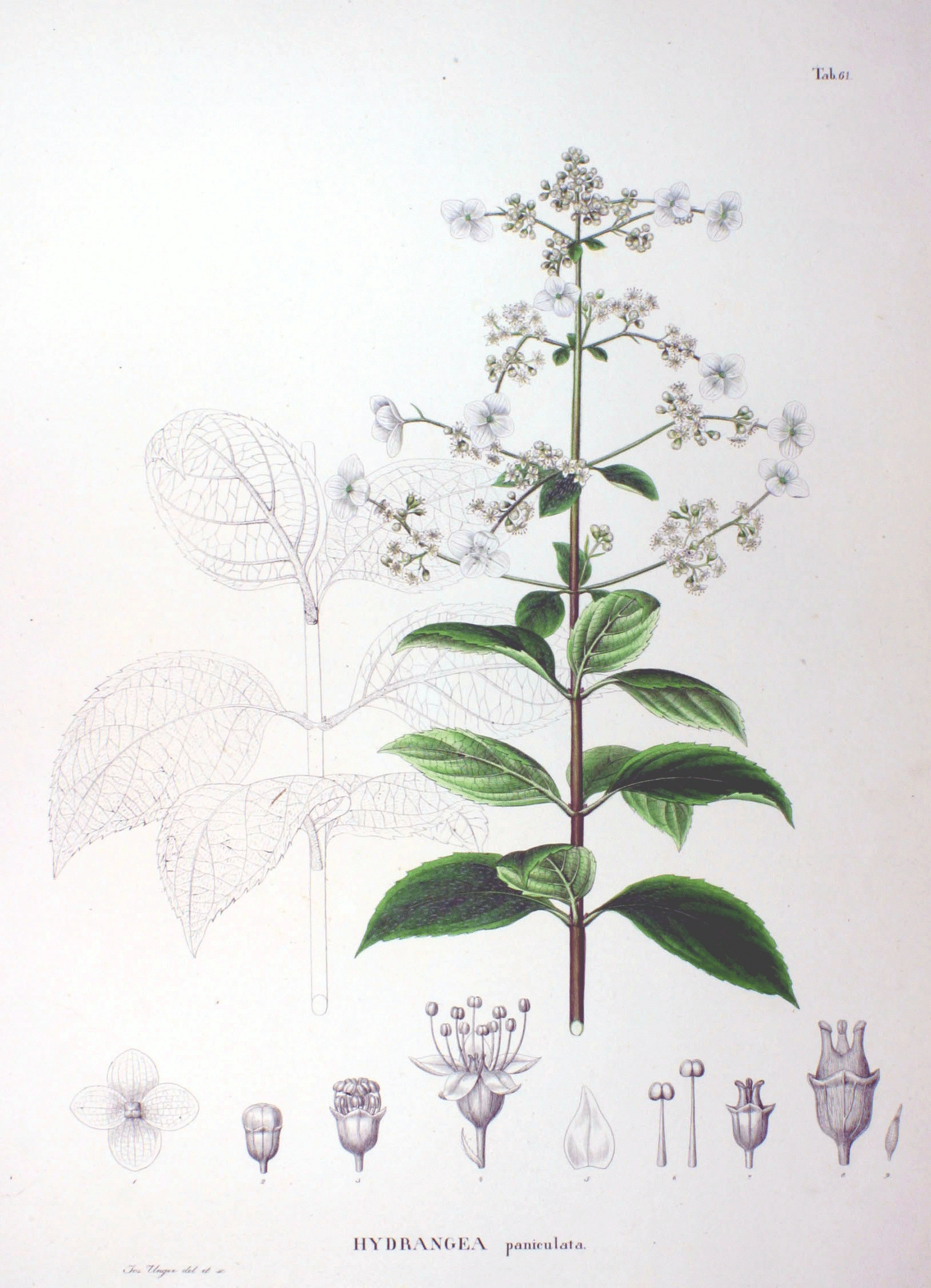
Illustration

Die Rispen-Hortensie (Hydrangea paniculata) ist ein Strauch oder ein kleiner Baum aus der Familie der Hortensiengewächse. Sie wird aufgrund der dekorativen Blüten sehr häufig als Zierpflanze verwendet. Das natürliche Verbreitungsgebiet liegt in Japan und China.

## Beschreibung

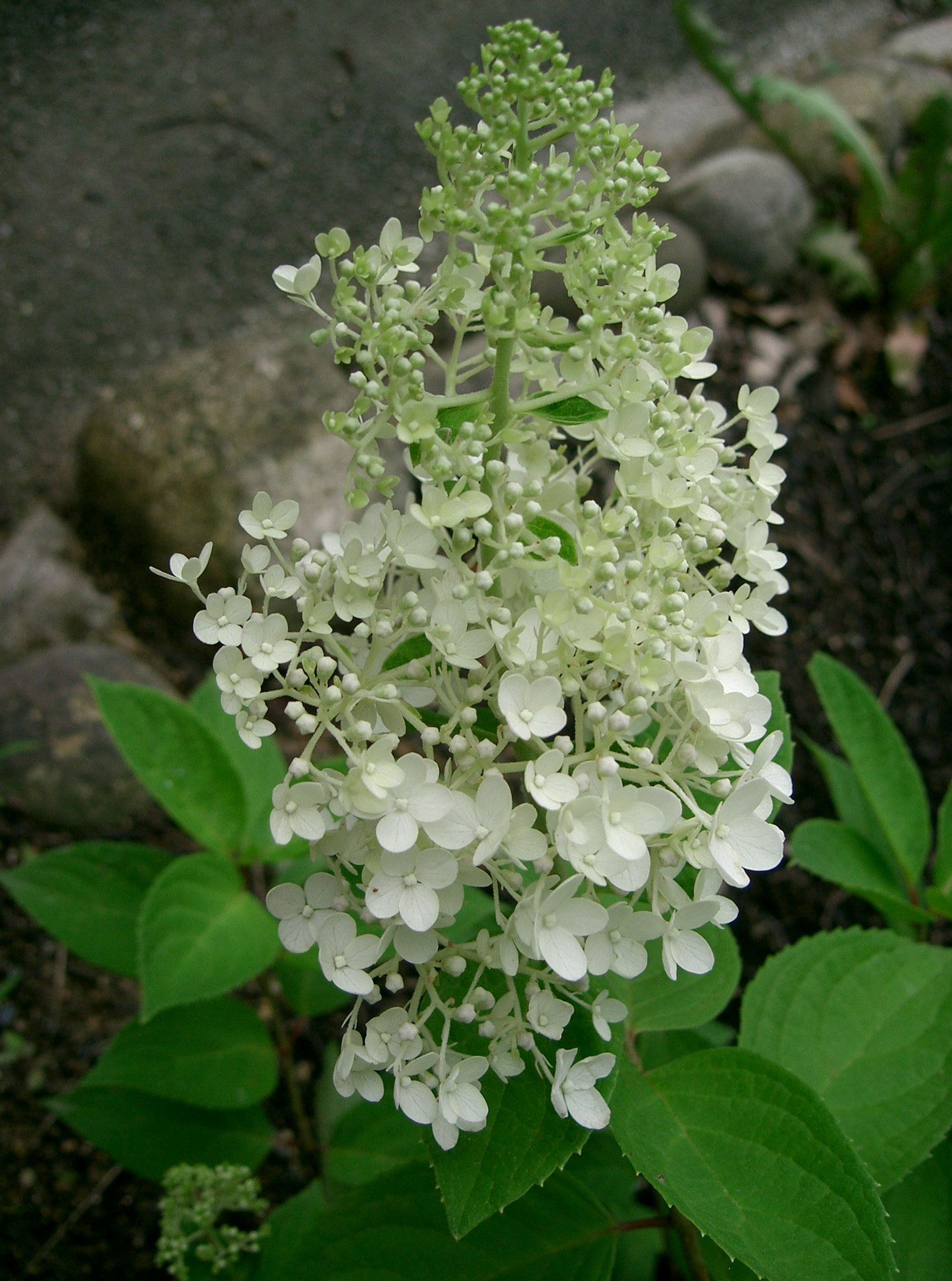
Blütenstand und Blätter der Sorte 'Grandiflora'

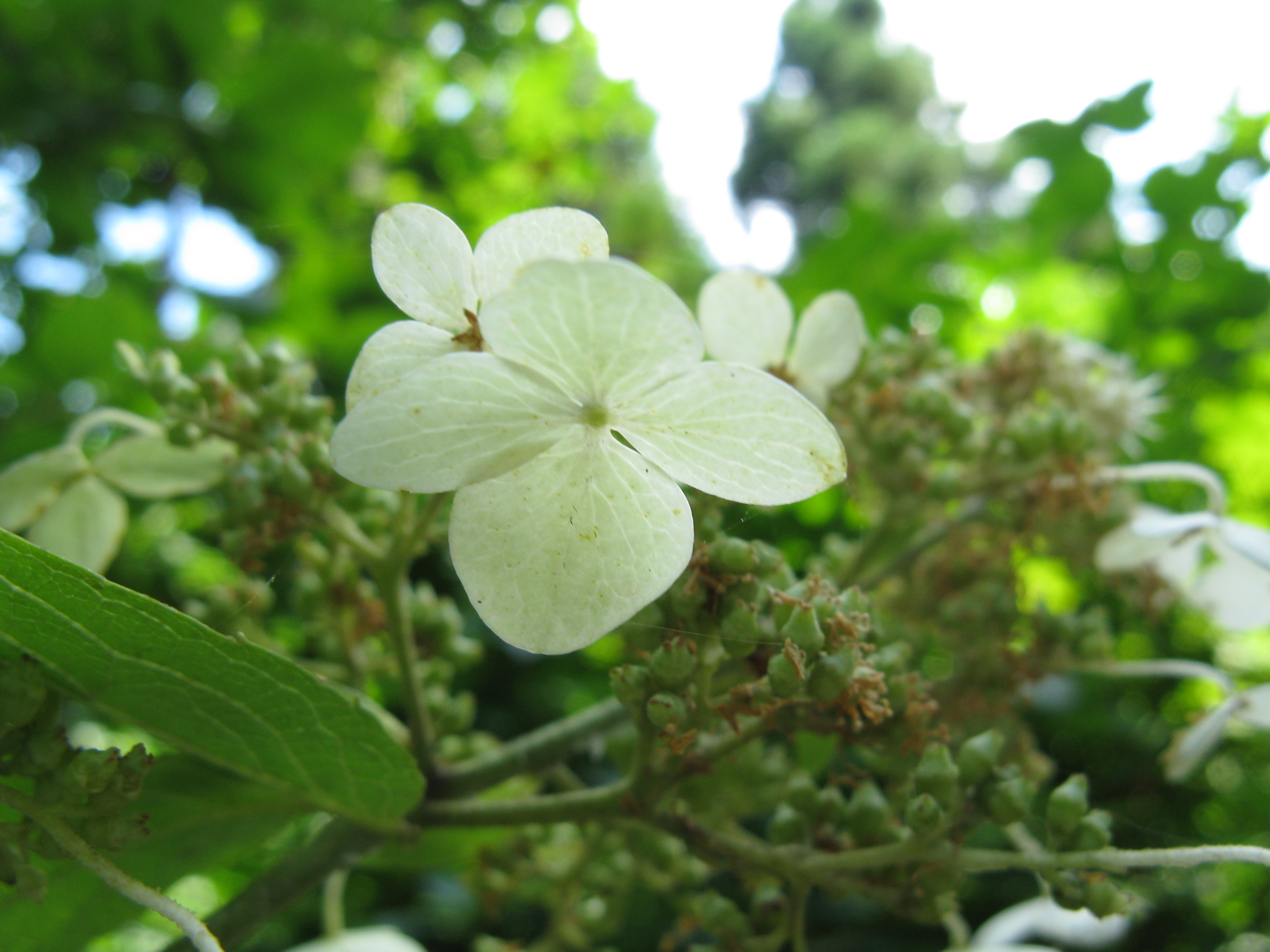
Sterile Blüte

Die laubabwerfende, recht schnellwüchsige Rispen-Hortensie bildet 1 bis 5 Meter hohe Sträucher oder kleine Bäume mit dunkel- bis graubraunen, angedrückt behaarten und später verkahlenden Zweigen, die mit ovalen Korkporen besetzt sind.
Die Laubblätter stehen gegenständig oder in Dreierquirlen. Sie haben einen 1 bis 3 Zentimeter langen Stiel. Die leicht ledrige Blattspreite ist einfach, 5 bis 14 Zentimeter lang und 6 bis 6,5 Zentimeter breit, elliptisch bis eiförmig, spitz oder zugespitzt, mit gerundeter oder stumpfer, bis spitzer Basis und gesägtem Rand. Die Blattoberseite ist kahl bis leicht striegelhaarig, die Unterseite entlang der Nerven angedrückt zottig behaart. Es werden sechs bis sieben Nervenpaare gebildet.
Die leicht duftenden, sterilen oder zwittrigen Blüten sind in rispigen, bis 26 Zentimeter großen, dicht behaarten Trugdolden angeordnet. Die wenigen, sterilen Blüten sind endständig, seitlich.
Die lang gestielten, sterilen Blüten ohne Krone haben vier 1 bis 1,8 Zentimeter lange und 0,8 bis 1,4 Zentimeter breite, weiße bis rosa, breit-elliptische bis rundliche, ungleich lange, ganzrandige, vergrößerte, petaloide Kelchblätter. Die kurz gestielten, fertilen, zwittrigen Blüten haben eine etwa 1,1 Millimeter langen, kreiselförmigen Blütenbecher mit 1 Millimeter langen, dreieckigen Kelchzähnen. Die Kronblätter sind 2,5 bis 3,0 Millimeter lang, weiß und eiförmig bis lanzettlich-eiförmig. Die zehn Staubblätter sind ungleich lang, die längeren etwa bis 4,5 Millimeter, die anderen etwas kürzer als die Kronblätter. Die Staubbeutel sind etwa 0,5 Millimeter lang und rundlich. Der meist dreikammerige Fruchtknoten ist halbunterständig, die drei, an der Basis verwachsenen Griffel sind pfriemlich und etwa 1 Millimeter lang. Die Narbe ist klein und kopfig. Es ist ein Diskus vorhanden.
Die holzigen, vielsamigen Kapselfrüchte mit beständigen Griffeln sind elliptisch und haben Durchmesser von 3,0 bis 3,5 Millimeter. Die flachen Samen sind braun, spindelförmig, bis 3 Millimeter lang und an beiden Enden kurz geflügelt. Die Kapselfrüchte enthalten jeweils zwischen 30 und 100 Samen.
Die Art blüht von Juli bis August, die Früchte reifen von Oktober bis November.
Die Chromosomenzahl beträgt 2n = 72 oder 108.

## Verbreitung und Ökologie
Das natürliche Verbreitungsgebiet liegt in der gemäßigten Zone Asiens. Man findet die Art in Russland auf den Kurilen und auf Sachalin, in den chinesischen Provinzen Anhui, Fujian, Gansu, Guangdong, Guangxi, Guizhou, Hubei, Hunan, Jiangxi, Sichuan, Yunnan und Zhejiang und auf den japanischen Inseln Hokkaidō, Honshū, Kyushu und Shikoku. Im Nordosten und Südosten der Vereinigten Staaten wurde sie eingebürgert. Sie wächst in artenreichen Wäldern, in Auen und Flussufern in Höhen von 300 bis 3100 Metern auf frischen bis feuchten, sauren bis neutralen, sandig-kiesigen Böden an lichtschattigen Standorten. Die Art ist wärmeliebend und meist frosthart.

## Systematik
Die Rispen-Hortensie (Hydrangea paniculata) ist eine Art aus der Gattung der Hortensien (Hydrangea) in der Familie der Hortensiengewächse (Hydrangeaceae), Unterfamilie Hydrangeoideae, Tribus Hydrangeae. Sie wurde von Philipp Franz von Siebold 1829 erstbeschrieben. Ein Synonym der Art ist Hydrangea verticillata.

## Verwendung
Die Rispen-Hortensie wird aufgrund ihrer dekorativen Blüten sehr häufig als Ziergehölz verwendet.
Es werden zahlreiche Sorten unterschieden, darunter:
- 'Floribunda' mit lockeren, schmal kegelförmigen, 45 Zentimeter langen Blütenständen und cremeweißen sterilen und fertilen Blüten.
- 'Grandiflora' mit breit kegelförmigen, 15 bis 30 Zentimeter langen Blütenständen. Die überwiegende Zahl der Blüten ist steril und cremeweiß.
- 'Kyushu' mit schlank kegelförmigen, lockeren, bis 20 Zentimeter langen Blütenständen. Die überwiegende Zahl der Blüten ist ebenfalls steril und cremeweiß.
- 'Limelight’ mit breit kegelförmigen, bis zu 25 Zentimeter langen und ebenso breiten Blütenständen. Die überwiegende Zahl der Blüten ist steril, die Blüten sind anfangs grünlich weiß bis hell zitronengelb und werden später matt weiß.
- 'Pink Diamond' mit breit kegelförmigen, bis 30 Zentimeter langen Blütenständen. Die sterilen Blüten sind anfangs cremeweiß später hellrosa und beim Verblühen tief rosarot. Die fertilen Blüten sind anfangs cremefarben und zuletzt beinahe rot.
- 'Praecox’ mit abgeflacht kugeligen, bis 20 Zentimeter breiten Blütenständen. Die sterilen Blüten sind groß und matt cremeweiß, jedoch nicht zahlreich.
- 'Ruby' mit kurzen, sehr breiten Blütenständen und überwiegend sterilen, karmin- bis dunkelrosafarbenen Blüten.
- 'Unique' mit breit kegelförmigen, bis 40 Zentimeter langen Blütenständen. Die sterilen Blüten sind bis 5 Zentimeter breit und cremeweiß.[3]